# Daniel Roth
Daniel Roth (ur. 31 października 1942 w Miluzie) – francuski organista, kompozytor i pedagog.

## Życiorys
Edukację muzyczną rozpoczął w konserwatorium w Miluzie. W 1960 rozpoczął naukę w konserwatorium w Paryżu, gdzie ukończył z pięcioma pierwszymi nagrodami: harmonię w klasie Maurice′a Duruflé (1962), organy i improwizację w klasie Rolande Falcinelli (1963), kontrapunkt i fugę w klasie Marcela Bitscha (1963) i akompaniament fortepianowy w klasie Henriette Puit-Roget (1970). Jego nauczycielką była również Marie-Claire Alain.
W 1963 został organistą pomocniczym bazyliki Sacré-Cœur w Paryżu, a dziesięć lat później zastąpił swoją nauczycielkę Rolande Falcinelli na stanowisku organisty tytularnego. W 1985 został organistą tytularnym w kościoła św. Sulpicjusza w Paryżu, gdzie jego poprzednikami byli m.in. Charles-Marie Widor, Marcel Dupré i Jean-Jacques Grunenwald.
Jest laureatem wielu prestiżowych konkursów organowych w tym Grand Prix interpretacji i improwizacji w konkursie Concours de Chartres w 1971. Jest kawalerem Legii Honorowej i oficerem Orderu Sztuki i Literatury. Jest też honorowym członkiem Królewskiego Towarzystwa Organistów w Londynie (Royal College of Organists).
Jego synem jest flecista i dyrygent François-Xavier Roth.